# 1041
| Calendário gregoriano                                                        | 1041 MXLI                                             |
| Ab urbe condita                                                              | 1794                                                  |
| Calendário arménio                                                           | 490 – 491                                             |
| Calendário bahá'í                                                            | -803 – -802                                           |
| Calendário budista                                                           | 1585                                                  |
| Calendário chinês                                                            | 3737 – 3738 Início a 4 de fevereiro (aproximadamente) |
| Calendário copta                                                             | 757 – 758                                             |
| Calendário etíope                                                            | 1033 – 1034                                           |
| Calendários hindus - Vikram Samvat - Calendário nacional indiano - Cáli Iuga | 1096 – 1097 962 – 963 4141 – 4142                     |
| Calendário Holoceno                                                          | 11041                                                 |
| Calendário islâmico                                                          | 432 – 433                                             |
| Calendário judaico                                                           | 4801 – 4802                                           |
| Calendário persa                                                             | 419 – 420                                             |
| Calendário rúnico                                                            | 1291                                                  |
| Calendário solar tailandês                                                   | 1584                                                  |

1041 (MXLI, na numeração romana) foi um ano comum do século XI do Calendário Juliano, da Era de Cristo, e a sua letra dominical foi D (53 semanas), teve início a uma quinta-feira e terminou também a uma quinta-feira.
No território que viria a ser o reino de Portugal estava em vigor a Era de César que já contava 1079 anos.
| Ano completo                        |
| ----------------------------------- |
| Ano comum com início à quinta-feira |

## Eventos
- A dinastia zírida rejeita obedecer aos xiitas e à dominação fatimida e reconhece os abássidas como seus senhores.[1]
- Batalha de Olivento [2]
- Fim do reinado de Miguel IV, o Paflagônio[3][4]
- Início do reinado de Miguel V, o Calafate.[3]
- Haroldo II de Inglaterra filho de conde Goduíno, ascendeu ao trono com a morte do Confessor.[5]

## Mortes
- Tancredo de Altavila, Senhor de Cotentin, Senhor de Cotentin na Normandia, n. 990.